# Droga A121 (Rosja)
Droga A121 – droga federalna, znajdująca się na terenie Rosji. Stanowi połączenie Sankt Petersburga z Iwangorodem i Zatoką Fińską. Jej przebieg jest równoległy do drogi federalnej A180, dawniej oznaczanej jako magistrala M11.